# Kōfuku-ji

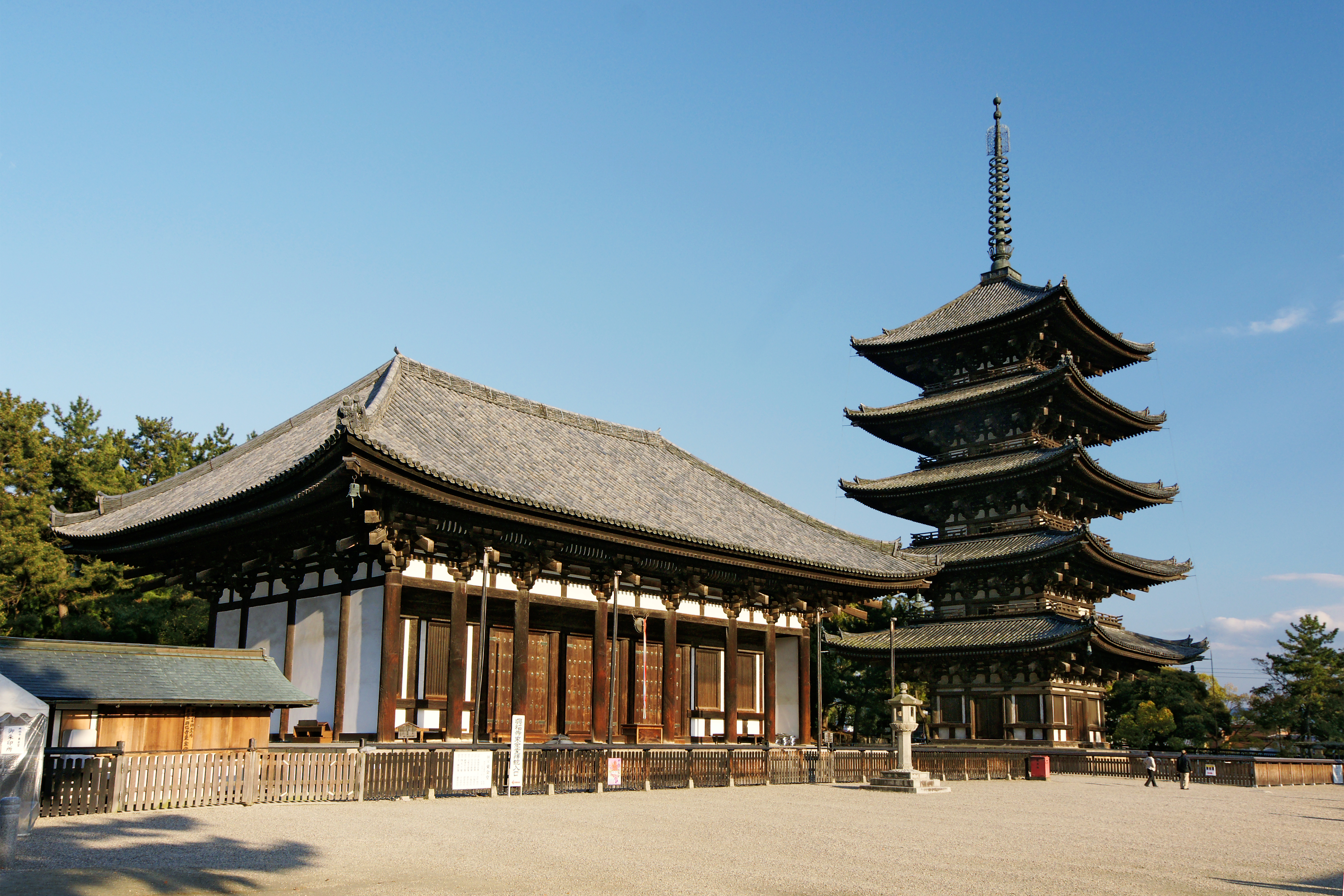
Tōkondō und die Pagode Gojūnotō

Kōfuku-ji (jap. 興福寺) ist ein buddhistischer Tempel in der Stadt Nara in Japan.

## Geschichte
Er ist einer der Haupttempel der Hossō-shū, die seinen Ursprung in Yamashina-ku, einem Bezirk von Kyōto vermutet, wo er von Mitgliedern des Fujiwara-Clans 669 als Yamashina-dera (山階寺) gegründet worden sein soll. 672, als auch der Jinshin-Bürgerkrieg stattfand, soll er dann als Umayasaka-dera (厩坂寺) nach Asuka bzw. auf dem Gebiet des späteren Fujiwara-kyō in der heutigen Präfektur Nara verlegt worden sein.
Sicher ist, dass er mit der Verlegung der Hauptstadt nach Nara (damals Heijō-kyō) dort im Jahr 710 zu Beginn der Nara-Zeit als Kōfuku-ji wiederaufgebaut wurde.
In der zweiten Hälfte der Heian-Zeit gewann der Kōfuku-ji massiv an Einfluss, verschiedene große Tempel kamen unter seine Kontrolle, darunter der Yakushi-ji, der Hōryū-ji, der Saidai-ji, der Daian-ji und der Kiyomizu-dera.
Im Jahre 1180 wurde der Kōfuku-ji im Zuge des Gempei-Kriegs neben einigen anderen in Nara von der Armee Taira no Kiyomoris zerstört, da er auf der Seite Minamoto no Yorimasas in der Heiji-Rebellion gegen die Taira mitgewirkt hatte. Nach dem Krieg wurde der Tempel mit der privaten Finanzierung durch die Fujiwara wiederaufgebaut.
Während der Kamakura-Zeit und der Muromachi-Zeit wurde Kōfuku-ji vom jeweiligen Shōgunat zum Schutztempel der Provinz Yamato erklärt. Auf Seite des Jimon-Zweiges der Tendai-shū vom Mii-dera beteiligte sich der Tempel in dieser Zeit zusammen mit dem Tōdai-ji an diversen kriegerischen Sōhei-Auseinandersetzungen mit dem Sanmon-Zweig der Tendai-shū vom Enryaku-ji.
In religiöser Hinsicht war in der Kamakura-Zeit der Miroku-Kult besonders populär am Kōfuku-ji.
In der frühen Meiji-Zeit wurde der Tempel allerdings durch die allgemeine Erhebung des Shintō zur Staatsreligion und dem Erlass zur Trennung von Buddhismus und Shintō schwer vernachlässigt und größtenteils enteignet. Nur mit Not konnte er erhalten werden.
1892 wurde der Kōfuku-ji neben Yakushi-ji und Hōryū-ji zu einem der drei Haupttempel der Hossō-shū gemacht und ein gemeinsamer Vorsteher für alle drei eingesetzt. Zu diesem Zeitpunkt zählte die Hossō-shū nur noch ca. 40 Zweigtempel.

## Bauten
Die bekanntesten Gebäude des Tempels sind:
- zwei der ehemals drei goldenen Haupthallen (deren Namen – mittlere, westliche und östliche Goldene Halle – sich aus ihrer Lage im Tempelkomplex ableiten), die alle zu den Nationalschätzen Japans zählen und viele Skulpturen und Altare beherbergen, von denen einige ebenfalls wichtige nationalen Kulturgüter sind.
  - ⦿ Tōkondō (東金堂, 34° 40′ 58,4″ N, 135° 49′ 56″ O), die östliche Goldene Halle, ein Nationalschatz mit vielen bedeutenden Schreinen und Reliquien im Inneren, erbaut im Jahr 726 auf Befehl von Kaiser Shōmu, angeblich um die Genesung der Kaiserin Genshō zu beschleunigen. Das gegenwärtige Gebäude ist eine Rekonstruktion aus dem Jahr 1415.
  - Chūkondō (中金堂34° 40′ 59,5″ N, 135° 49′ 52,7″ O), die zentrale Goldene Halle, ursprüngliche Bauzeit 710 bis 724 durch Fujiwara no Fuhito, insgesamt sechsmal niedergebrannt, ein letztes Mal im Jahre 1717, danach entstand 1819 eine kleinere, spendenfinanzierte Rekonstruktion als Provisorium. 1974 wurde nördlich eine temporäre Haupthalle errichtet, in die die Reliquien überführt wurden. 2000 wurde die provisorische Chūkondō zur Neuerrichtung abgebaut. 2010 wurde zum 1300. Jahrestag der Etablierung des Tempels in Nara mit der Neuerrichtung angefangen, die bis Herbst 2018 vollendet wurde. Der Neubau entspricht hinsichtlich der Dimensionen und des Architekturstils exakt dem ursprünglichen Bau aus dem Jahre 710 ff.
- ⦿ Hokuendō (北円堂, 34° 41′ 0,4″ N, 135° 49′ 47,8″ O), die nördliche oktogonale Halle, welche die ersten nachweisbaren Spuren des Daibutsuyō-Stils aufweist, erbaut im Jahr 721 durch die Kaiserinnen Gemmei und Genshō, das gegenwärtige Gebäude ist eine Rekonstruktion aus dem Jahre 1210, Nationalschatz.
- ⦿ Sanjūnotō (三重塔, 34° 40′ 56,1″ N, 135° 49′ 46,9″ O), die dreistöckige Pagode, im Jahr 1143 erbaut auf Befehl von Kaiser Sutoku. Das jetzige Gebäude ist eine Rekonstruktion aus den Anfangsjahren der Kamakura-Zeit, Nationalschatz.
- ⦿ Gojūnotō (五重塔, 34° 40′ 56,9″ N, 135° 49′ 56″ O), die fünfstöckige Pagode, die mit über 50 Metern Höhe die zweitgrößte Pagode in Japan ist, ursprünglich erbaut im Jahr 725 durch die Gemahlin von Kaiser Shōmu und 1426 nach schwerer Beschädigung durch Bürgerkriege komplett restauriert und ist gegenwärtig ein herausragendes Merkmal der umgebenden Landschaft, wozu der Wildpark und der Sarusawaike-Teich gehören. Nationalschatz.
- ◎ Nanendō (南円堂), die südliche Achteckhalle, erbaut 1741, wichtiges Kulturgut
- ◎ Ōyūya (大湯屋), das Badehaus, erbaut ca. 1394–1427, wichtiges Kulturgut

Der Kōfuku-ji wurde 1998 mit anderen Bauten und Gärten in Nara von der UNESCO zum Weltkulturerbe ernannt.

## Bilder

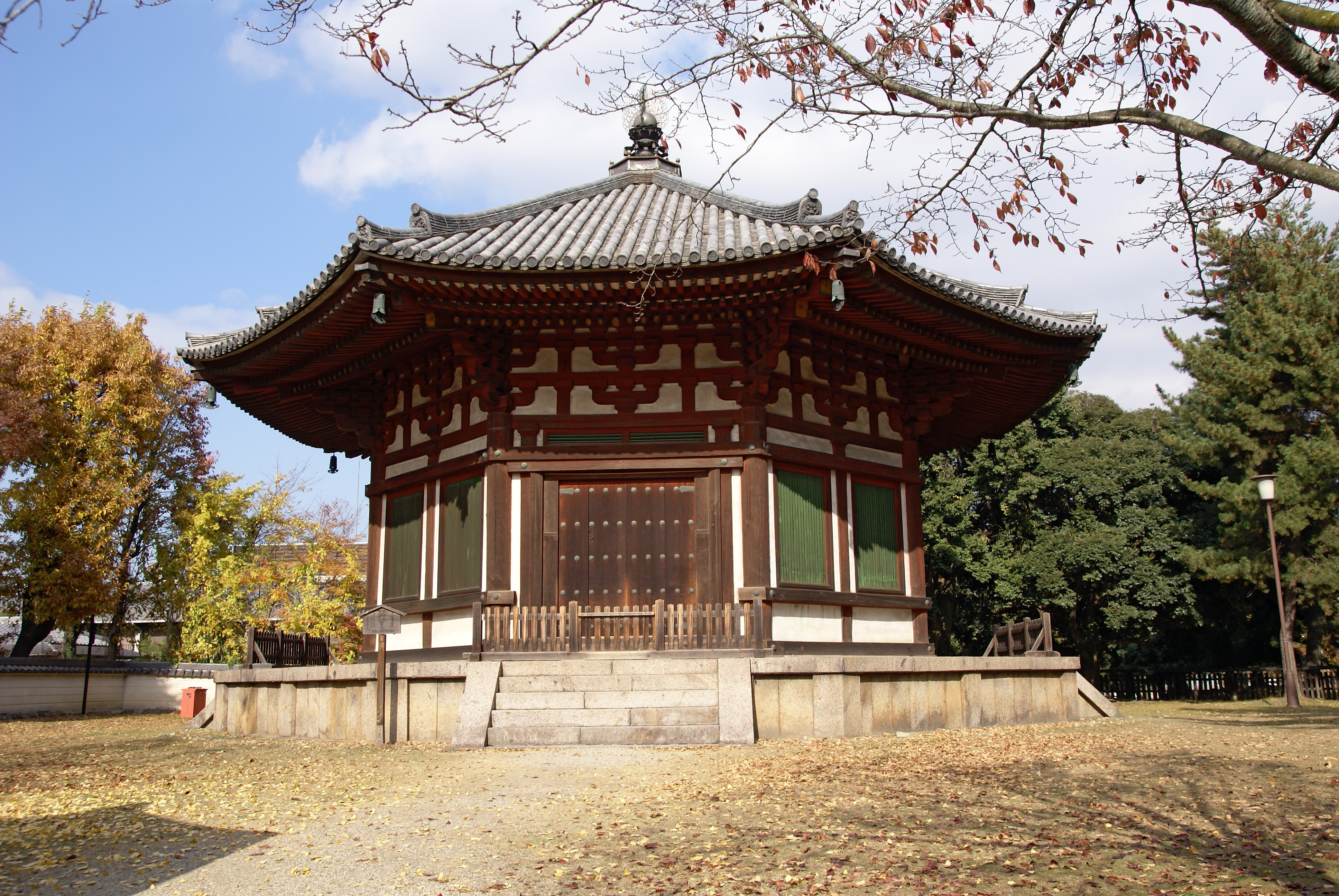
Hokuendō
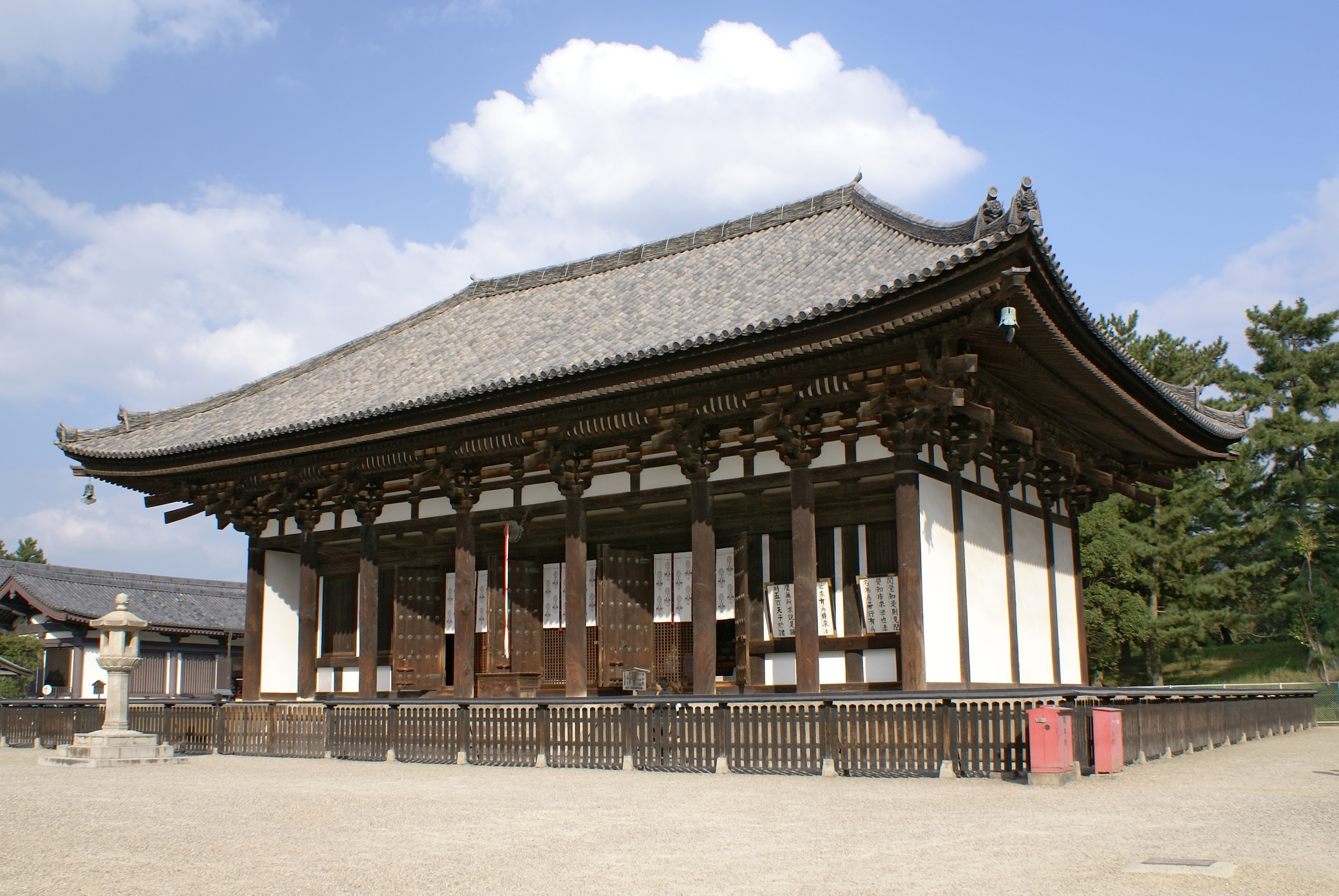
Tōkondō
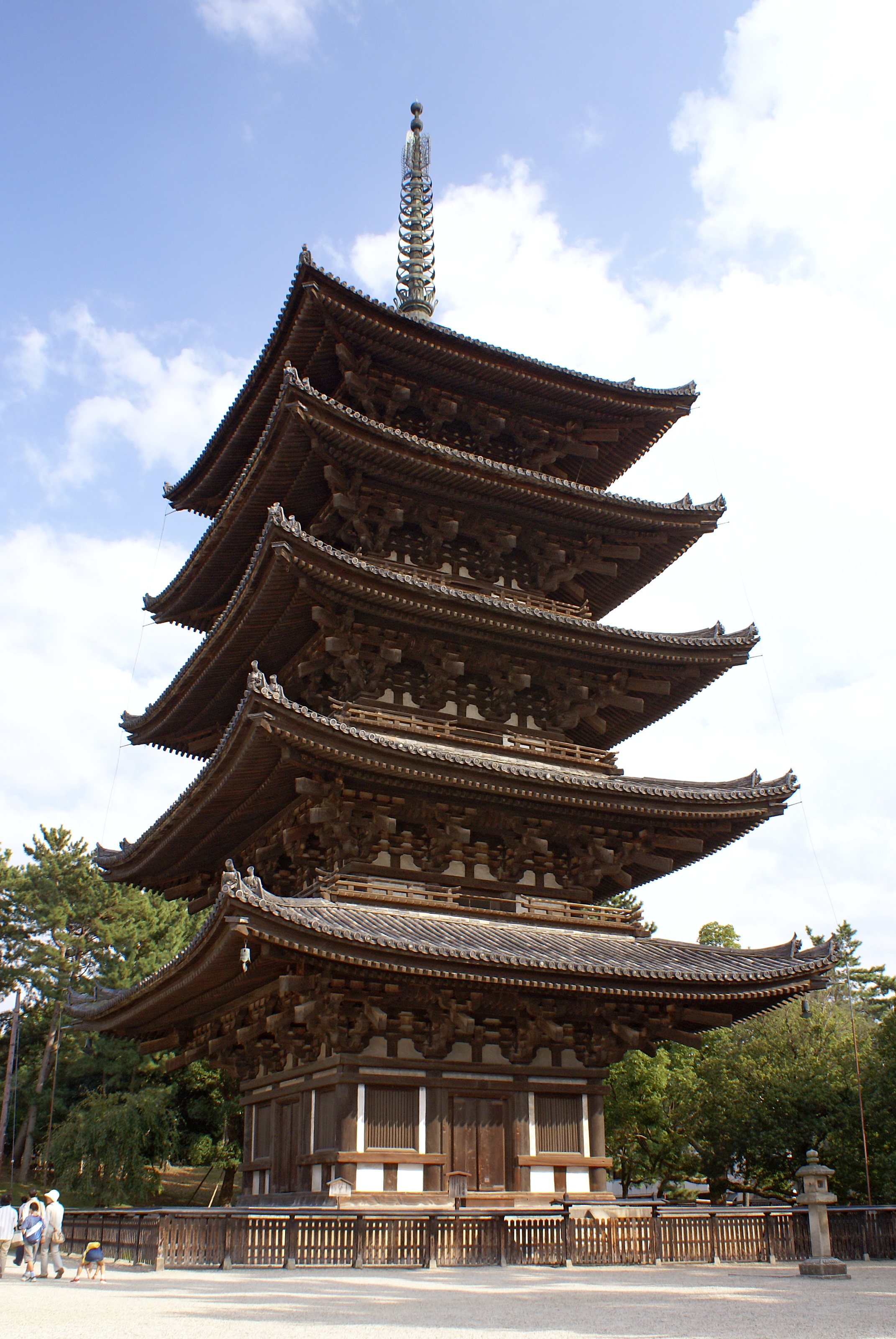
Gojūnotō
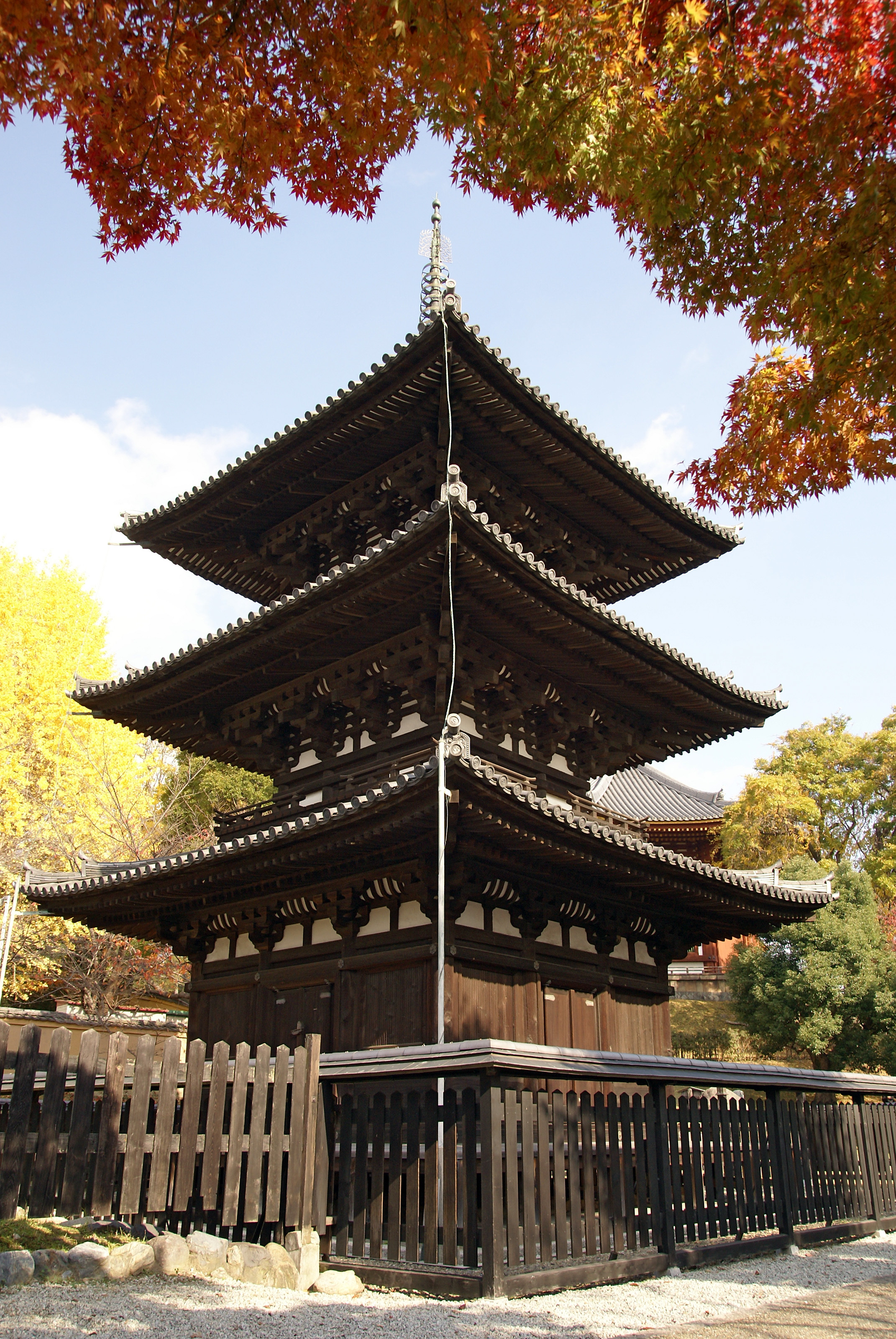
Sanjūnotō
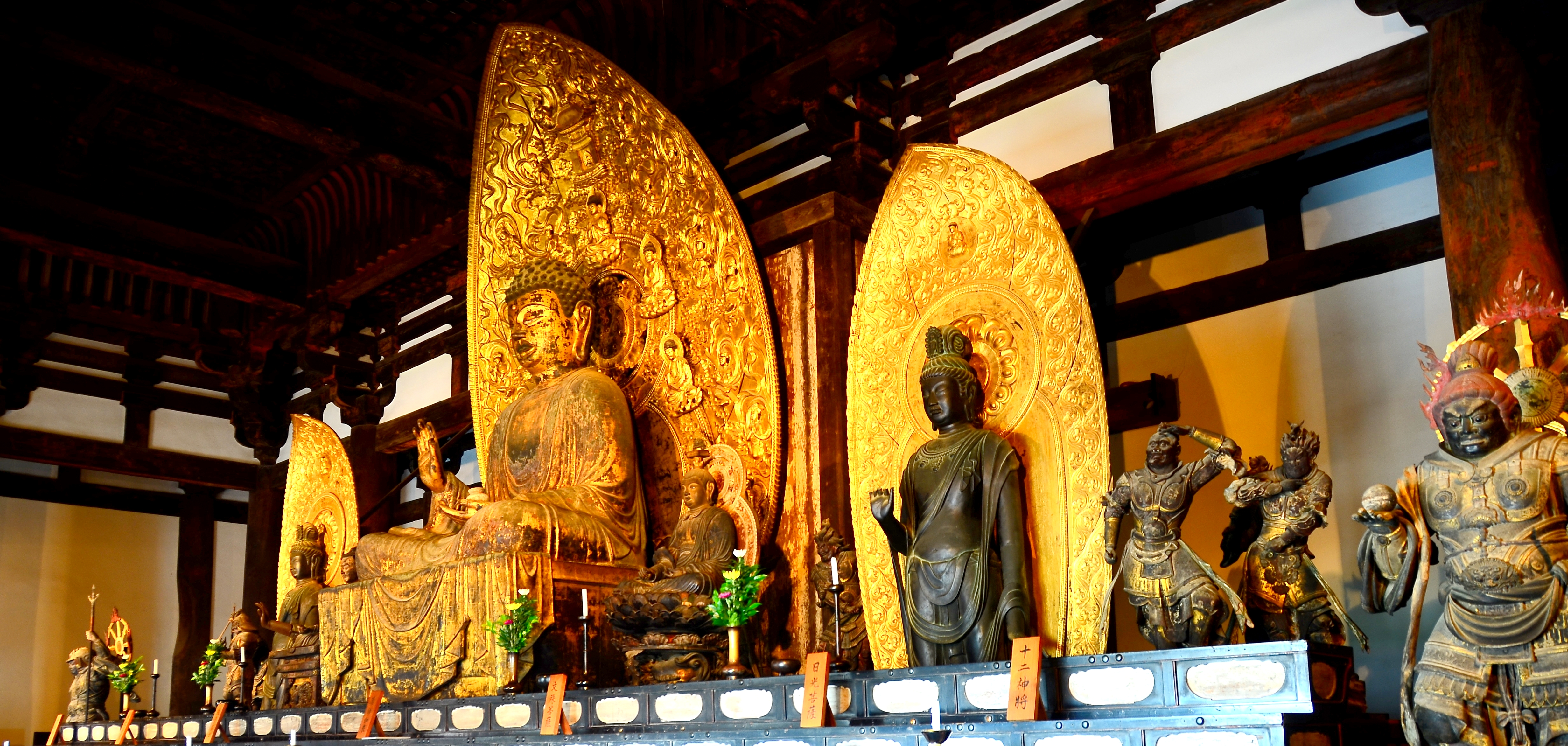
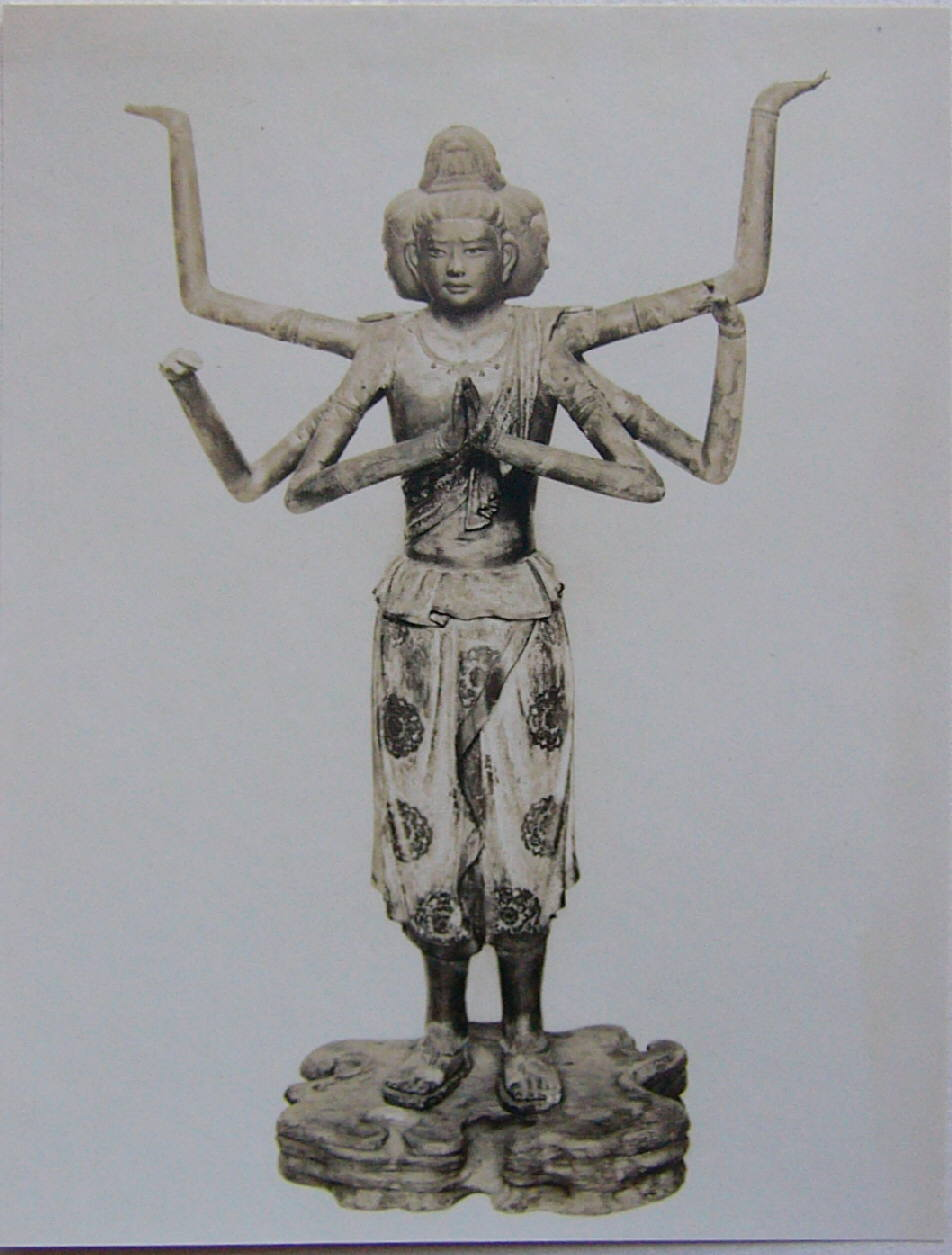
Asura
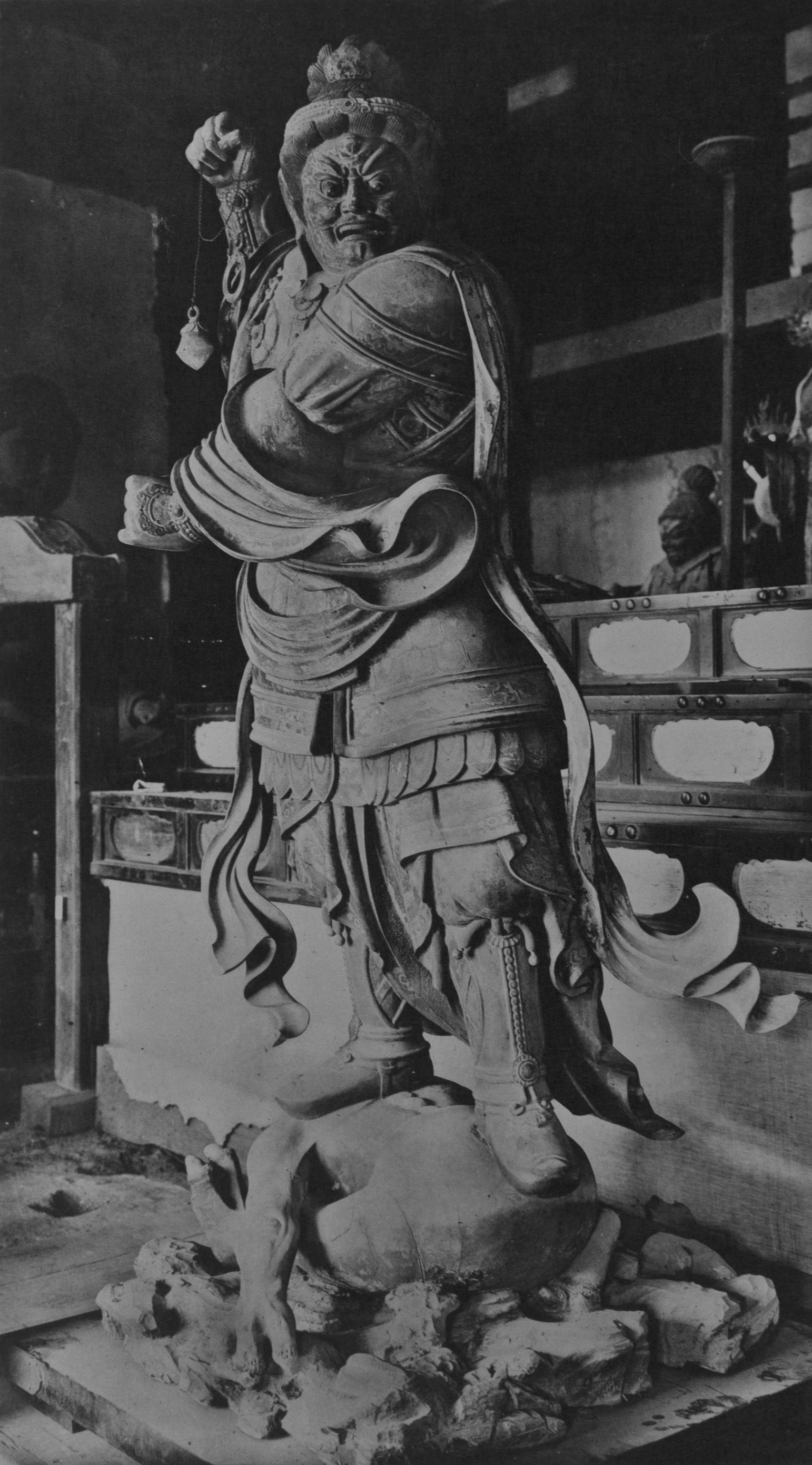
Virūpākṣa